# Gråsten
Gråsten é um município da Dinamarca, localizado na região sul, no condado de Sonderjutlândia.
O município tem uma área de 57 km² e uma população de 7 256 habitantes, segundo o censo de 2005.